# Primož Kozmus
Primož Kozmus, född 30 september 1979, Novo mesto, Slovenien, är en slovensk friidrottare som tävlar i släggkastning. 
Kozmus var i final på VM 2003 i Paris då han slutade på femte plats. En placering sämre blev det vid OS 2004 i Aten då han slutade på sjätte plats. 
Ett steg framåt blev det VM 2007 i Osaka då han slutade på silverplats. 2008 deltog han vid Olympiska sommarspelen 2008 i Peking, då han vann guld med ett kast på 82,02.  Han delog vid VM 2009 i Berlin, där han vann guldet efter ett kast på 80,84 meter, ett av de kortaste segerkasten VM-historien, i kontrast mot VM i Osaka 2007 där samma längd hade räckt till en 6:e plats. Denna standardminskning berodde delvis på bortfall av Koji Murofushi, Vadim Devyatovskij och Ivan Tikhon och delvis på en naturlig generationsväxling. Kozmus relativt dåliga försäsong berodde, enligt honom själv, på en lårskada han ådragit sig under ett 100-meterslopp mot en vän på ett träningsläger i Sydafrika tidigt på året.
Kozmus personliga rekord är 82,58 noterat i Celje 2 september 2009.